# Saint-Aupre
Saint-Aupre é uma comuna francesa na região administrativa de Auvérnia-Ródano-Alpes, no departamento de Isère. Estende-se por uma área de 11,93 km². Em 2010 a comuna tinha 1 200 habitantes (densidade: 100,6 hab./km²).